# 鞭尸
鞭屍是一項古老的戮屍行為，以侮辱死者為目的。

## 古代行為

### 周朝
由于楚平王枉殺了伍子胥的父親伍奢、兄長伍尚，伍子胥曾经从墓中掘出楚平王的尸体并进行鞭打。

### 清朝
康熙二年，董二酉曾參與莊廷鑨《明史》私修工作。案發時，已去世三年，屍體從棺材中挖出，肢解三十六塊。其子董與沂年僅九歲，能詩文，被誅殺。

## 網路用语
在網路上，人們於事後將失敗的預言、內容不當或謠言挖出來重複嘲笑、批評之舉，亦被稱爲「鞭屍」，等同「揭伤疤」。
例：《天下足球》时不时都会将伊斯坦布尔奇迹播出，触及米兰球迷的伤心回忆，后来常常被称为：给米兰鞭尸。
主动去将旧的文章或贴子找出来重新刷新到首页（或列表顶部）引起注意的行为，称为“挖坟”。